# دیزج دیز
دیزج دیز شهری است از توابع بخش مرکزی شهرستان خوی استان آذربایجان غربی ایران. شهر دیزج دیز در تقسیمات کشوری در سال ۱۳۸۷ از روستا به شهر ارتقاء یافته است، این شهر در وسط دشت وسیع ۴۵۰۰ هکتاری جنوب شرقی خوی و با ارتفاع ۱۱۶۱ متر از سطح دریا قرار دارد. از شمال به شهرک ولیعصر و شهر خوی، از جنوب به حوزه استحفاظی تسوج (آذربایجان شرقی) و از طرف شرق به کوه‌های قازان و از طرف غرب به فرودگاه خوی و نیروگاه سیکل ترکیبی خوی منتهی می‌شود. براساس بررسی‌های آماری در سال ۱۳۹۰، این شهر ۹٬۹۸۹ نفر جمعیت دارد. وسعت شهر در وضع موجود ۲۹۲ هکتار می‌باشد. زبان اصلی و رایج در این منطقه، زبان ترکی آذربایجانی است. در جلد چهارم کتاب «فرهنگ جغرافیائی ایران (آبادیها)» نیز زبان مردم دیزج دیز (دیزج)، ترکی آذربایجانی و مذهب آن‌ها شیعه ذکر شده‌است. دیزج دیز با توجه به موقعیت اقتصادی و قرارگیری منطقه‌ای جزو شهرهای مهاجر‌پذیر می‌باشد و تقریباً ۹۸ درصد اهالی این شهر بومی این شهر بوده و از قدیم‌الایام در این منطقه ساکن هستند و شیعه مذهب هستند.
همزمان با ارتقاء دیزج دیز از روستا به شهر، شهرداری در این شهر در سال ۱۳۸۷ تأسیس گردید که با تصویب شورای اسلامی شهر دیزج دیز هادی نقیبی به عنوان اولین شهردار شهر دیزج دیز انتخاب و ۶ سال به‌عنوان شهردار در این شهر فعالیت نمودند. با اتمام دوره سوم شورای‌ اسلامی شهر و روی کار آمدن شوراهای اسلامی دوره چهارم اعضا این شورا قدیر محمدی را به‌عنوان شهردار انتخاب کردند پس از گذشت تنها ۶ ماه از فعالیت محمدی با انتخاب ایشان به عنوان معاون مدیر کل و مدیر آموزش و پرورش شهرستان خوی آقا سبحان‌وردی با اکثریت آرای شورای اسلامی به عنوان اولین شهردار بومی این شهر انتخاب شد.
در مورخه ۹ آذر ماه ۱۳۹۶ طی مراسمی با حضور جناب آقای مهندس نجفی معاونت محترم مدیر کل دفتر امور شهری و شوراهای استانداری آذربایجان غربی، بخشدار محترم بخش مرکزی آقای مهندس ابراهیم اوغلی، اعضای محترم شورای اداری شهرستان، روسا ومدیران محترم ادارت و سازمانها، اعضای محترم شورای اسلامی و اهالی شریف شهر دیزج دیز، از زحمات آقای مهندس شهردار سابق و آقای مهندس کاری سرپرست محترم شهرداری دیزج دیز تقدیر و با حکم استاندار محترم آذربایجان غربی جناب آقای شهریاری، آقای مهندس علی نقی لو به عنوان شهردار شهر دیزج دیز انتخاب گردید

## جمعیت
براساس سرشماری مرکز آمار ایران ، جمعیت این شهر برابر با ۹٬۹۸۱ نفر (۲٬۶۴۰ خانوار) بوده‌است. 